# الألسنة الزرقاء
الألسنة الزرقاء، هي رواية  للكاتب الروائي سالمي ناصر، من مواليد 17 سبتمبر 1968م بتغنيف التي تقع بولاية معسكر (الجزائر)،، توجت الرواية بجائزة كتارا للرواية العربية عن فئة الروايات  غير المنشورة 2016.

## عن الرواية
"الألسنة الزرقاء" هي رواية للكاتب الناصر سالمي تركز على الواقع القاسي الذي عاشه الشعب الجزائري خلال فترة زمنية معينة. تتناول الرواية البؤس والشقاء في مدينة افترضها الكاتب عين آدم، وتسلط الضوء على تأثير الإشاعات والخوف المستمر في المجتمع. يظهر الكاتب رواية فنتازية تختلط فيها الحقيقة بالخيال، حيث يستخدم رمز الألسنة الزرقاء لتصوير البؤس والمرض الاجتماعي الذي يصيب الناس. يتبع النص مجموعة من الشخصيات التي تعيش في هذا السياق القاسي، مما يجعل الرواية تعكس الحياة في ظل الخوف والتوتر، وتنتهي بكارثة طبيعية واجتماعية تؤكد على صعوبة الأوضاع التي يعيشها المجتمع.
«يحكى يا إخواني أن زهرة فواحة لم ير لها مثيل في البستان، كانت تحلم بأن ترى يوما نهرًا، أو تزين بالحب صدرا، رآها الذئب الجاني ترقص يوما مع الفراشات الحسان، وتغنّي أعذب الألحان، فغضب غضبا شديدا، وقال: هذا فعل قبيح، وهو عندي جرم صريح، بل حرام يستوجب العقاب.»

«حاولت المعلمات النجاة بأنفسهن، لكن الدمويين قساة القلوب اعترضوا سبيلهن، ولا حقوهن، وذبحوهن الواحدة تلو الأخرى . فهل سيسجل التاريخ تضحياتهن ؟ وهل سيعترف أن الإرهاب لم تحاربه البندقية فقط ، بل حاربته الكلمة الطيبة والابتسامة وحتى لون الطباشير في الأصابع الندية ؟»

«ما أتعس أن تكون مهنتك التعليم في زمن لم يبق فيه اعتبار للقيم، الكل ينهب الكل يسرق ، والكل يرتشي، ويقتل، وأنت وحدك من تناط به مهمة الدفاع عن الأخلاق، ثم يجيء هؤلاء القتلة والمجرمون، ويحكمون عليك بالموت، فأي وطن هذا الذي يحكم فيه على معلميه بالإعدام؟ هذا هو الحصاد، حصاد سنوات من الحقد والكراهية، سنوات من العروشية والجهوية والرشوة والمحسوبية، ثم كأنها لم تكن كافية لينضاف إليها هذا الإرهاب الأعمى .»

## قصة الرواية
"الألسنة الزرقاء" هي رواية تمزج بين الواقع والتخييل، وتتناول قصة مدينة افتراضية هي عين آدم في الجزائر خلال فترة زمنية محددة، بين خريف 1996 وربيع 1997. الرواية تحمل توقيع الكاتب ناصر نمازي، الذي قدم عملًا أدبيًا يعكس حالة المجتمع الجزائري في فترة معقدة.
تبدأ الرواية بوصول مجموعة من المعلمات إلى المدينة للعمل في المدرسة، وسرعان ما تأخذ الأحداث منحنى دراميًا. يتم تقسيم المدينة إلى حيين متناحرين، وتتأثر بعدد من العوامل مثل جفاف مدمر وتصاعد الإرهاب. تشهد الرواية أحداثًا مأساوية، حيث يقوم الإرهابيون بقتل المعلمات، وهو ما يذكر بمأساة قتل المعلمات في سيدي بلعباس.
تتداول الأحداث حول شخصيات متنوعة، مثل نوّارة، زوجة الإرهابي عبدالرحمن الديب، التي تظهر كمثال للمرأة المقاومة التي تحاول البقاء رغم الظروف القاسية. ويظهر رابح البودالي، الممرض الذي يسعى لمساعدة الآخرين بكل ما يملك من حب وتعاطف، ويكمن سرّ الألسنة الزرقاء في البؤس والشقاء الذي يعيشه الناس.  
الصادق وعدة البوليسي والحاج جلول يُظهرون جوانب من المجتمع الجزائري، والمولاي المعارض السياسي الذي يحلم بتولّي رئاسة البلدية. 
ينكبّ الصادق على تسخير الأحداث لتحقيق مكاسب شخصية، فيما يعتنق رابح الطموحات الريعية ويشكّلون نماذج للناس النصف متعلمين والنصف أميين.  
في ختام الرواية "الألسنة الزرقاء"، يتسارع السرد نحو نهاية مؤلمة ومؤثرة. بينما يلقى الطوفان بظلاله على المدينة، يشعر الجميع بتأثيره المدمر.
نوّارة، التي فقدت ابنها الصغير في هول الطوفان، تنزلق ببطء نحو جنون لا يعلم ما إذا كان سينقذها منه. تتشابك معاناتها مع الصدمات التي خلفتها الكوارث الطبيعية والاجتماعية، وتندمج مشاعر الخسارة واليأس في عقلها.
في سياق مواز، تهدم الطوفان الأحياء الهشة في المدينة، ويجعل الجميع يواجهون الخراب والفناء. تتساوى الطبقات الاجتماعية في وجه الكارثة، وتندمج الحياة والموت في مشهد يحمل بين طياته الفقدان والهلاك.
تنتهي القصة بزلزال عنيف يضرب عين آدم، يعكس الاضطرابات والتحولات الجذرية في هذا العالم الذي امتزجت فيه الكوارث بالصراعات الاجتماعية. يختفي المدينة تحت بركان من الفوضى والدمار.
بهذا، تنتهي "الألسنة الزرقاء" كمؤلمة رائعة، ترسم صورة معاصرة للتحديات والصراعات التي تشهدها المجتمعات. النهاية تترك للقارئ الفرصة للتأمل في الفقدان، النضوج، والألم الذي يرافق مرحلة الكوارث والتغييرات الجذرية.

## الشخصيات
"الألسنة الزرقاء" لناصر نمازي تضم مجموعة متنوعة من الشخصيات، كل منها يحمل دورًا مميزًا في سرد القصة. إليك نظرة على بعض الشخصيات الرئيسية: 
1. نوّارة: زوجة الإرهابي عبدالرحمن الديب. تظهر كشخصية قوية ومقاومة، تحاول البقاء رغم الظروف القاسية والمواقف المحبطة.
2. رابح البودالي: الممرض الذي يساعد الآخرين بكل ما يملك من حب وتعاطف. يمثل رمزًا للإنسانية في ظل الصعوبات والتحديات.
3. الصادق: شخصية تتطور من معلم لاهث خلف الإشاعات إلى رجل أعمال يعمل على جمع المال من خلال الأحداث السلبية.
4.وعدة البوليسي: يمثل النمط السلطوي في المجتمع، يشارك في السيطرة على الأحداث ويؤثر في حياة الناس.
5. الحاج جلول: شخصية تعكس الطبقة الوسطى وتشارك في تشكيل حياة المجتمع.
6. المولاي المعارض السياسي: يحلم بالتولي على رئاسة البلدية، ويمثل الطموحات السياسية في ظل الفوضى.
هذه الشخصيات تتداخل في قالب الرواية لتروي قصة معقدة تعكس الواقع القاسي والتحديات التي يواجهها المجتمع الجزائري.

## جوائز
توجت الرواية بجائزة كتارا للرواية العربية في فئة "الروايات  غير المنشورة" 2016.